# Andrés Chocho

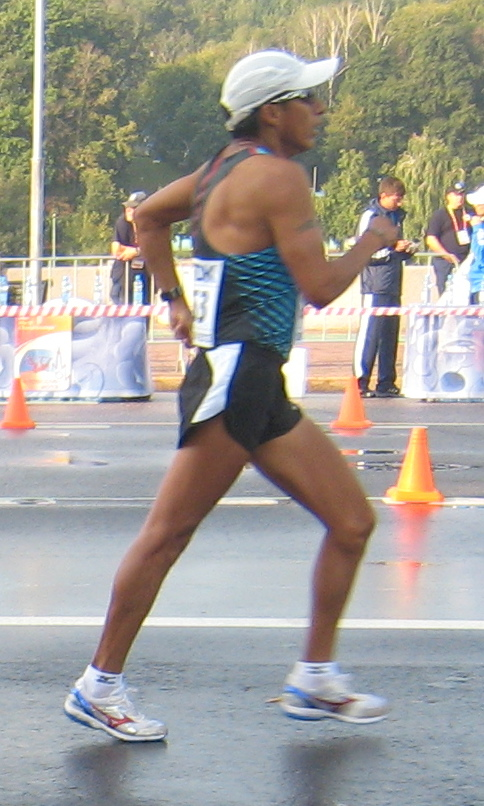
Andrés Chocho

Cristian Andrés Chocho León (* 4. November 1983 in Cuenca) ist ein ecuadorianischer Geher.
Im 20-km-Gehen wurde er bei den Leichtathletik-Weltmeisterschaften 2007 in Osaka disqualifiziert. Bei den Olympischen Spielen 2008 in Peking kam er auf Rang 38 und bei den Weltmeisterschaften 2009 in Berlin auf Rang 39.
2011 siegte er bei den Leichtathletik-Südamerikameisterschaften in Buenos Aires im 20-km-Gehen und gewann bei der Universiade in Shenzen Bronze über 20 km. Im 50-km-Gehen wurde er bei den Weltmeisterschaften in Daegu Elfter.
Bei den Olympischen Spielen 2012 in London wurde er über 50 km disqualifiziert.
2013 holte er bei den Südamerikameisterschaften in Cartagena Bronze über 20 km Gehen. Über 50 km folgte einer Disqualifikation bei den Weltmeisterschaften in Moskau ein Sieg bei den Juegos Bolivarianos.
2015 siegte er bei den Panamerikanischen Spielen in Toronto über 50 km.

## Persönliche Bestzeiten
- 10.000 m Gehen: 40:29,71 min, 27. März 2016, Cuenca
- 10 km Gehen: 40:15 min, 6. Juni 2015, A Coruña
- 20.000 m Gehen: 1:20:23,8 h, 5. Juni 2011, Buenos Aires
- 20 km Gehen: 1:20:07 h, 7. Mai 2016, Rom
- 50 km Gehen: 3:42:57 h, 6. März 2016, Ciudad Juárez